# Márok
Márok là một thị trấn thuộc hạt Baranya, Hungary. Thị trấn này có diện tích 15,93 km², dân số năm 2010 là 437 người, mật độ 27 người/km².